# Araespor pallidus
Araespor pallidus é uma espécie de cerambicídeos da tribo Achrysonini, com distribuição em Nova Guiné.